# Akan-Vorname
Unter den ghanaischen Akan ist es üblich, Kinder entsprechend dem Wochentag ihrer Geburt zu benennen. Das gleiche System wird, zum Teil mit lautlichen Varianten, auch in anderen westafrikanischen Ländern benutzt, beispielsweise von den Ewe in Togo und Ghana, den Fon in Benin und den Baule der Elfenbeinküste, wie auch von den Akan-Nachfahren in Surinam. Auch nach Jamaika gelangte der Brauch, dort werden allerdings andere Namen für die Wochentage benutzt.
Träger von Akan-Vornamen, die internationale Bekanntheit erlangt haben, sind der an einem Samstag geborene erste Staatspräsident Ghanas, Kwame Nkrumah sowie der an einem Freitag geborene ehemalige Generalsekretär der Vereinten Nationen Kofi Annan.
| Wochentag  | Akan-Wochentagsbezeichnung | weibliche Vornamen      | männliche Vornamen          |
| ---------- | -------------------------- | ----------------------- | --------------------------- |
| Montag     | Edwoada / Dwoada           | Adwoa, Adjoa, Ejo, Adzo | Kwadwo, Kojo, Jojo          |
| Dienstag   | Ebenada / Benada           | Abena, Abla             | Kwabena, Kobina, Ebo        |
| Mittwoch   | Wukuada                    | Akua, Aku, Ekuwa        | Kwaku, Kweku, Kuuku         |
| Donnerstag | Yawoada                    | Yaa, Yaaba              | Yaw, Yao, Ekwo              |
| Freitag    | Efiada / Fiada             | Afua, Efua, Afia, Afi   | Kofi, Yoofi, Fiifi          |
| Samstag    | Memeneda                   | Amma, Ama, Aba, Awo     | Kwame, Kwamena, Ato         |
| Sonntag    | Kwasiada                   | Akosua, Esi, Kisi       | Akwasi, Kwasi, Kwesi, Siisi |

Siehe auch: Kultur in Ghana